# Station Muizenberg
Station Muizenberg is een spoorwegstation te Muizenberg, op het Kaapse Schiereiland in Zuid-Afrika. Het ligt aan de Southern Line van Metrorail. Het huidige stationsgebouw stamt uit 1913 en is sinds 1982 een monument met National Heritage Site-status.

## Geschiedenis
Eind 1864 opende de Wynberg Railway Company een spoorlijn van Soutrivier naar Wynberg. Nadat de lijn in 1873 door de Cape Government Railways (CGR) was overgenomen, werd op 5 december 1882 de verlenging in enkelspoor tot Muizenberg geopend. Het stationsgebouw was een standaard CGR-station met één bouwlaag.
Op 5 mei 1883 werd het traject van Muizenberg tot Kalkbaai geopend. Muizenberg werd al snel een belangrijke badplaats; het Brighton van Zuid-Afrika. In 1912 begon de bouw van het huidige stationsgebouw, dat op 7 juni 1913 werd geopend door de minister van Spoorwegen en Havens Henry Burton.

## Stationsgebouw
Het gebouw is ontworpen door architect J.C. Tully, een leerling van Herbert Baker, en wijkt sterk af van de standaard CGR-stations. Volgens architectuurhistoricus Hans Fransen lijkt het meer op een gemeentehuis. Het is uit rode baksteen opgetrokken, met omlijstingen van zandsteen uit Kalkbaai, en trappen van in de buurt gedolven flagstone. Het middengedeelte telt twee verdiepingen en wordt bekroond door een klokkentoren van teakhout. De bovenverdieping was aanvankelijk de woning voor de stationschef. Tegenwoordig is er een restaurant gevestigd, met uitzicht over de Valsbaai.
Station Muizenberg heeft twee perrons, aan weerszijden van het dubbelspoor. Op het zuidoostelijke perron staan twee kanonnen die nog in de Slag om Muizenberg (1795) zijn gebruikt, en die nu de Valsbaai bestrijken.

## Galerij

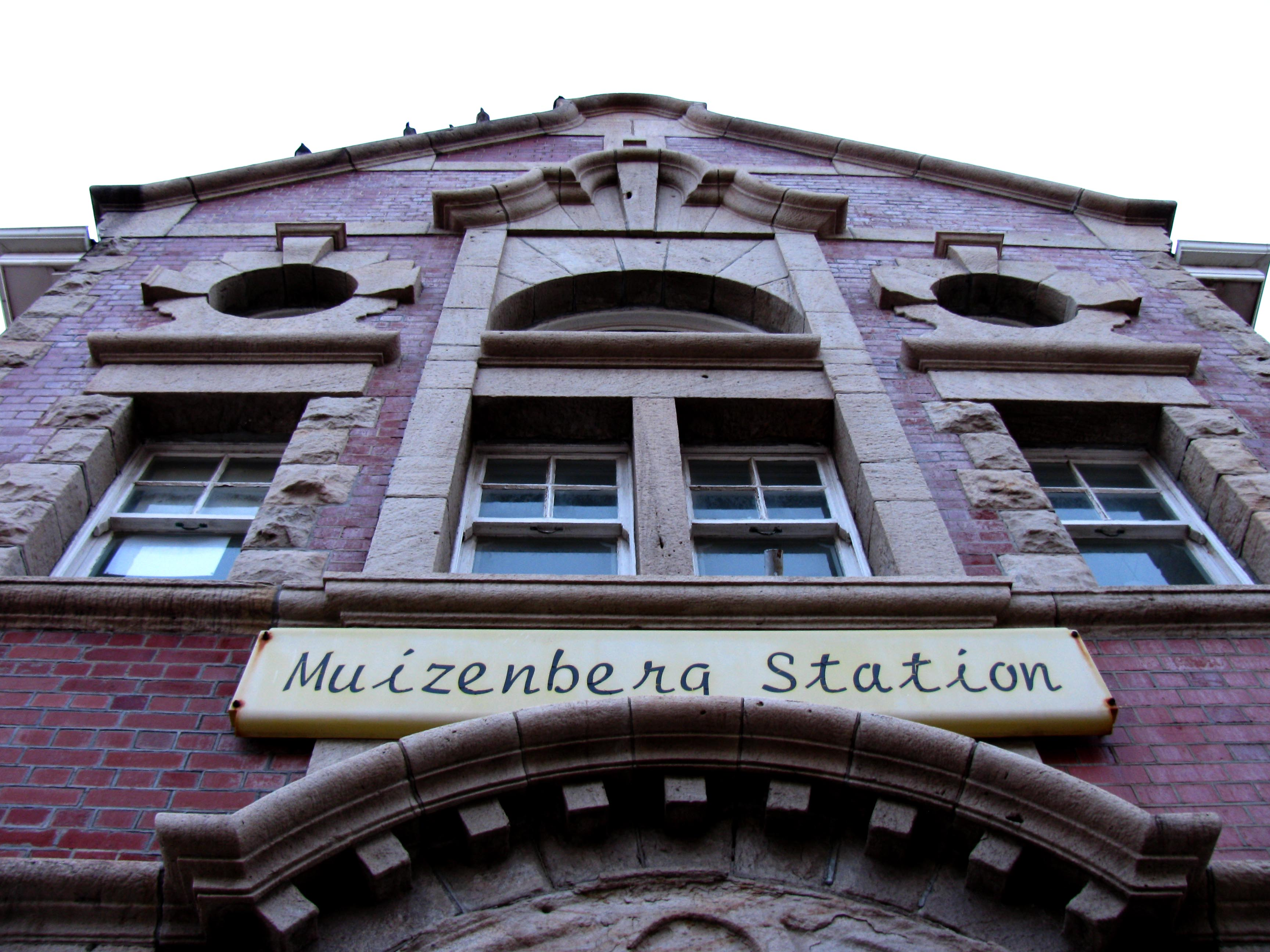
Voorgevel boven de ingang
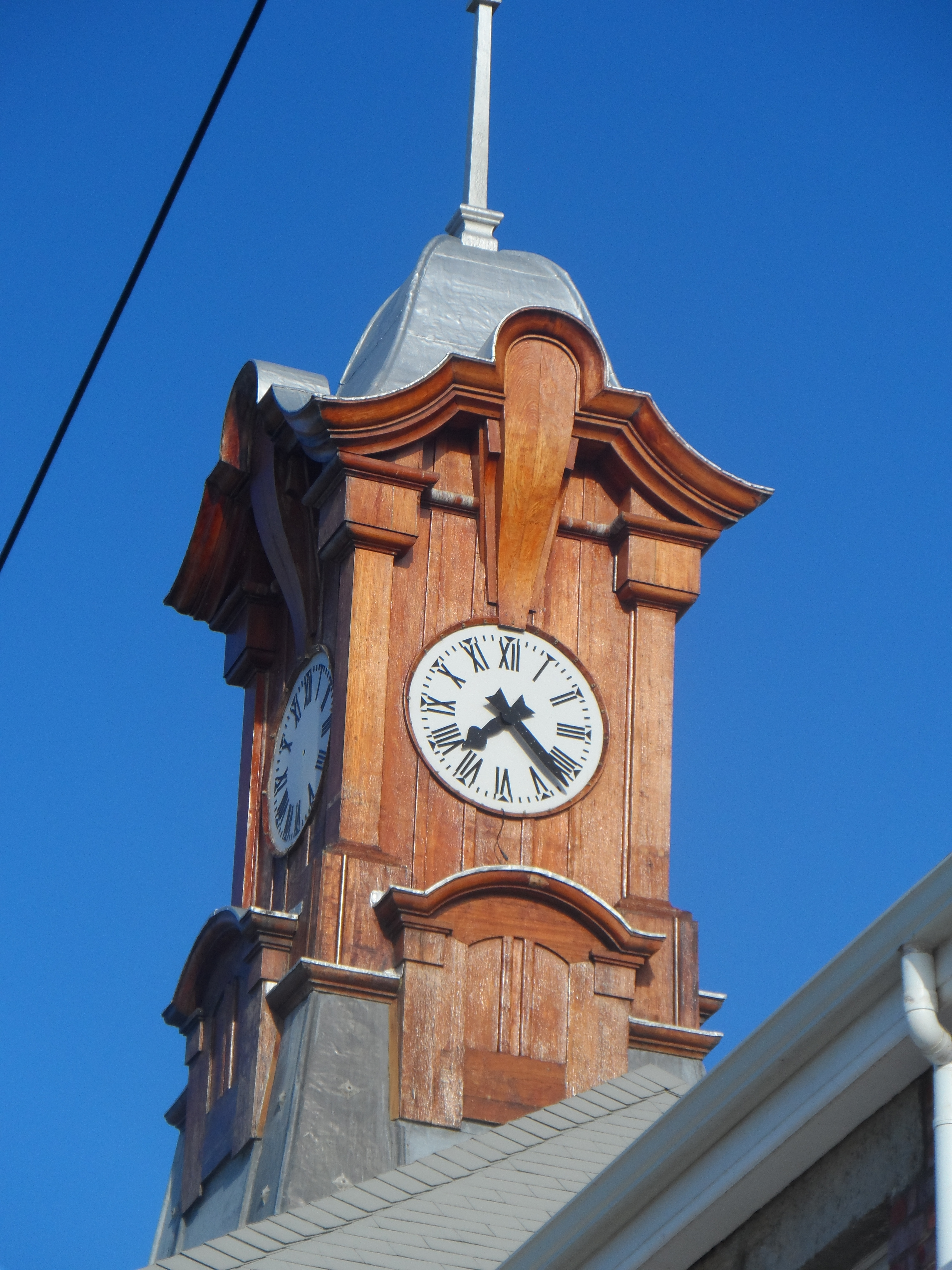
Klokkentoren
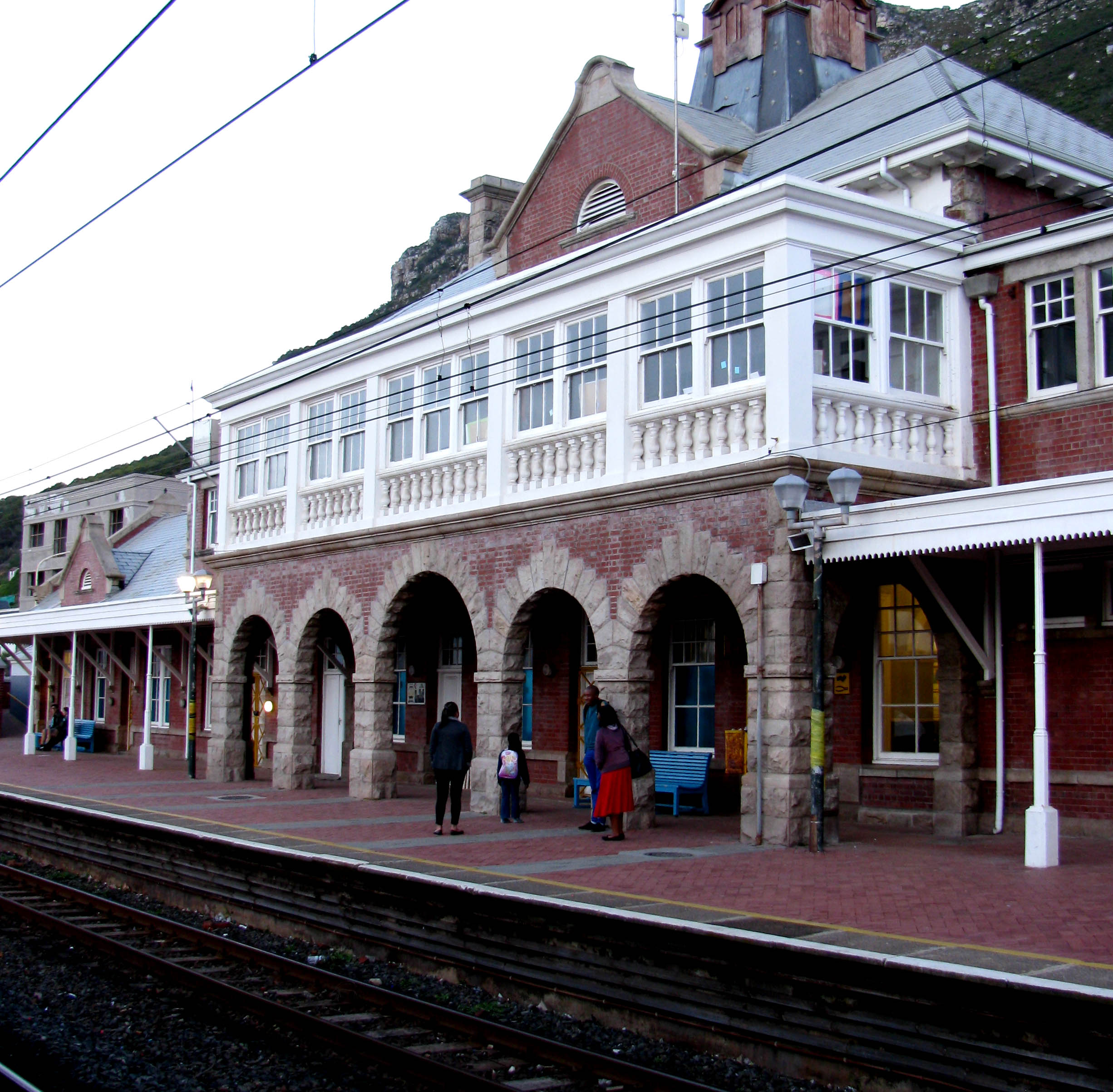
Perron
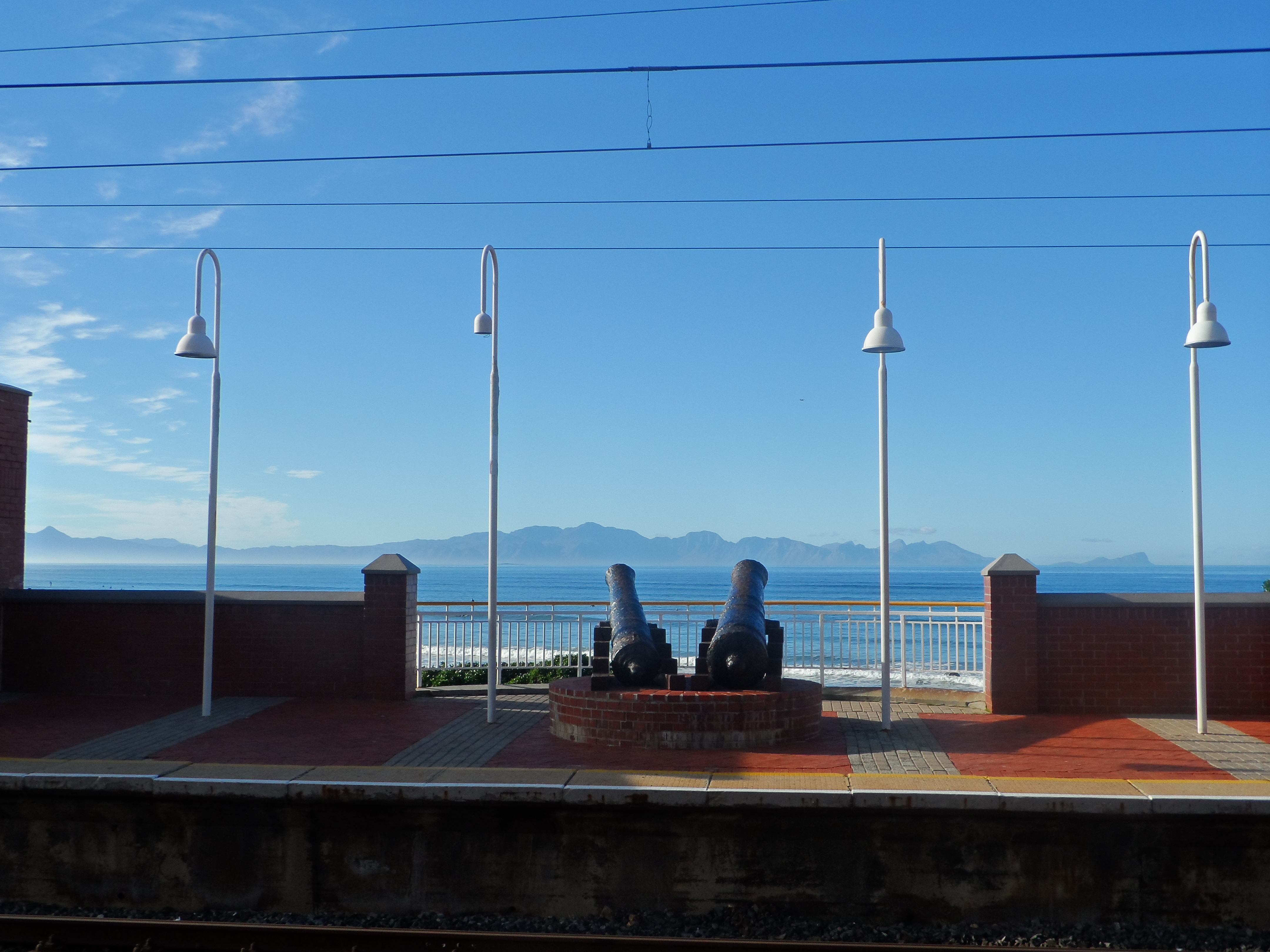
Kanonnen aan de zeezijde